# ブトロン川
ブトロン川（スペイン語: Río Butrón）またはブトロエ川（バスク語: Butroe ibaia）は、スペイン・バスク州ビスカヤ県を流れる河川。ビスカルギ山から北西方向へと流れ出して、大西洋のビスケー湾に直接注ぐ。

## 流路
流路長は39.5 km、流域面積は173.96 km2である。上流部の河床は岩や角の尖った石でできており、下流部では小さな砂利や砂や泥でできている。

## 流域
ブトロン川の流域にはフルイス、ムンギアなどの町があり、河口付近にはプレンツィアの町がある。ガティカの自治体域にはブトロンという集落も存在する。